# Terratrèmol de Valdivia de 1575
El terratrèmol de Valdivia de 1575 va ser un sisme registrat a les 14:30 -hora local- del 16 de desembre de 1575, amb un epicentre situat en les proximitats de l'acabada de fundar ciutat xilena de Valdivia. El sisme es va sentir en la totalitat de l'anomenada Capitania General de Xile, una governació colonial de l'Imperi Espanyol, afectant principalment les ciutats de Valdivia, Santiago de Xile,  Concepció i els forts i ciutats al sud del riu Bío Bío. S'estima que el terratrèmol va tenir una magnitud propera als 8,5 {\displaystyle M_{S}}, i va generar un tsunami devastador.

## Descripció
El 17 de març del mateix any, un terratrèmol de 7,3 {\displaystyle M_{S}} va assotar Santiago de Xile, deixant únicament danys menors; el que va ser considerat per la població -profundament catòlica- com si fos un senyal de precaució donada per Déu.
El terratrèmol que va afectar principalment la ciutat de Valdivia, va generar gran caos i va destruir quasi la totalitat de les edificacions del lloc. Segons les cròniques de l'època, el riu Calle-Calle es va partir en dos, amb un sector transversal sec deixant dos corrents en sentits oposats. Posteriorment, el mar es va recollir per avançar en forma de sisme submarí arrasant amb les ruïnes de la ciutat.
| «                     | No es pot pintar ni descobrir la manera d'aquesta furiosa tempesta que semblava ser la fi del món, la pressa de la qual va ser tan gran que no va donar lloc a gaires persones a sortir de les seves cases, i així van perir enterrades en vida, caient sobre seu les grans màquines dels edificis. […] Es va veure en el cabalós riu, per on els vaixells acostumen a pujar sense risc, una cosa notabilíssima, i va ser que en una certa banda d'ell es va dividir l'aigua corrent l'una part d'ella cap a la mar, i l'altra part riu amunt […] «Ultra» d'això va sortir la mar dels seus límits, corrent amb tanta de velocitat per la terra endins com el riu de més ímpetu del món. I va ser tant el seu furor i la seva bravesa, que va entrar tres llegües per la terra endins, on va deixar gran suma de peixos morts, de les espècies dels quals mai no s'havien vist en aquest regne. I entre aquestes borrasques i remolins es van perdre dos vaixells que eren en aquest port, i la ciutat va quedar arrasada per terra, sense quedar paret en ella que no s'arruïnés. | » |
| — Crònica de l'època. | |   |

El Governador Rodrigo de Quiroga va enviar una missiva al Rei datada a Santiago el 2 de febrer de 1576. La part referida al terratrèmol es reprodueix textualment:
| «                     | Alguns prodigis hi ha hagut en aquest regne de dos mesos a aquesta part, perquè als deu i sis de desembre de l'any passat hi va haver un terratrèmol i tremolor tan gran que en un moment va abatre les cases i temples de cinc ciutats, que van ser La Imperial, Villarrica, Osorno, Castro i Valdivia, i va sortir la mar del seu curs ordinari, de tal manera que en la costa de La Imperial es van ofegar quasi cent ànimes d'indis, i en el port de Valdivia van encallar dos vaixells que allà estaven fondejats, i va matar el tremolor vint-i-tants persones, entre homes, dones i nens. Jo he procurat i procuro amb tota calor la reparació de tot plegat per la millor ordre que m'ha semblat. Espero a Nostre Senyor hi haurà bon efecte, jo he manat fer pregàries i processons suplicant a Nostre Senyor alçament de sobre nostre la seva indignació. | » |
| — Rodrigo de Quiroga. | |   |

Altres ciutats es van veure greument afectades. Les cases i temples de La Imperial, Villarrica, Osorno i Castro van quedar destruïdes, el que es va sumar a l'inici d'una de nova rebel·lió maputxe en les zones conquerides. Un turó es va esfondrar en la desembocadura del llac Riñihue acumulant les aigües del complex dels Set Llacs; finalment per l'abril de l'any següent, la pressió de l'aigua acumulada va trencar la resclosa i aquesta va descarregar al llarg de la conca del  San Pedro, inundant en forma desastrosa una extensa regió en què estava inclosa la ciutat de Valdivia.
Les característiques d'aquest terratrèmol han estat freqüentment comparades amb les del Gran Terratrèmol que va assotar la mateixa zona el 1960 i que, amb 9,5 graus en la escala sismològica de magnitud de moment, és el més fort registrat en la història de la humanitat. Dintre de les semblances es troben el devastador sisme submarí, i l'acumulació de material en el llac Riñihue -que el 1960 donaria origen al famós Riñihuazo-.
Estudis realitzats pels geògrafs Marcos Cisternas i Marcelo Lagos han demostrat quins terratrèmols similars -denominats Gegants- tenen un patró de sortida proper als 300 anys, trobant-se evidència que hi ha data d'esdeveniments similars en els segles xi i xiv.